# Romano Albani
Romano Albani (Livorno, 25 settembre 1945 – Roma, 21 maggio 2014) è stato un direttore della fotografia italiano.

## Biografia
Romano Albani inizia la propria carriera in campo pubblicitario, presso lo Studio Kappa di Firenze. Dal 1972 al 1976 lavora come operatore di macchina nella troupe di Luciano Tovoli.
Esordisce come direttore della fotografia nel 1976, lavorando ad una serie di film a basso costo diretti da Mario Imperoli. Nel 1979 dimostra la sua migliore ispirazione, utilizzando la luce in chiave intimista per rappresentare le atmosfere sospese del film Dimenticare Venezia, diretto da Franco Brusati, con il quale torna a lavorare altre due volte, in Il buon soldato (1982) e Lo zio indegno (1989).
Si cimenta anche con cromatismi estremi in due horror visionari di Dario Argento, Inferno (1980) e Phenomena (1985).
Altre sue buone prove sono Il cugino americano diretto da Giacomo Battiato e La sposa americana, diretto da Giovanni Soldati, entrambi del 1986, ma anche il biografico Modì (1989), diretto da Franco Brogi Taviani.
Dagli anni novanta si è dedicato principalmente alle produzioni seriali televisive, collaborando in più occasioni con il regista Lamberto Bava, a partire da Fantaghirò, del 1991.

## Filmografia

### Cinema
- Blue Jeans, regia di Mario Imperoli (1975)
- Come cani arrabbiati, regia di Mario Imperoli (1976)
- Quella strana voglia d'amare, regia di Mario Imperoli (1977)
- Canne mozze, regia di Mario Imperoli (1977)
- Dimenticare Venezia, regia di Franco Brusati (1979)
- Bionda fragola, regia di Mino Bellei (1980)
- Inferno, regia di Dario Argento (1980)
- Stark System, regia di Armenia Balducci (1980)
- Ciao nemico, regia di Enzo Barboni (1981)
- Ad ovest di Paperino, regia di Alessandro Benvenuti (1982)
- Il buon soldato, regia di Franco Brusati (1982)
- Extrasensorial, regia di Alberto De Martino (1982)
- Sturmtruppen 2 - Tutti al fronte, regia di Salvatore Samperi (1982)
- Lontano da dove, regia di Stefania Casini e Francesca Marciano (1983)
- Scusate il ritardo, regia di Massimo Troisi (1983)
- Una strana passione (Un amour interdit), regia di Jean-Pierre Dougnac (1984)
- Phenomena, regia di Dario Argento (1985)
- Mamma Ebe, regia di Carlo Lizzani (1985)
- Troll, regia di John Carl Buechler (1986)
- Terror vision - Visioni del terrore (TerrorVision), regia di Ted Nicolaou (1986)
- Il cugino americano, regia di Giacomo Battiato (1986)
- La sposa americana, regia di Giovanni Soldati (1986)
- D'Annunzio, regia di Sergio Nasca (1987)
- La monaca di Monza, regia di Luciano Odorisio (1987)
- Grandi cacciatori, regia di Augusto Caminito (1988)
- Un sapore di paura, regia di Piccio Raffanini (1988)
- Lo zio indegno, regia di Franco Brusati (1989)
- Modì, regia di Franco Brogi Taviani (1989)
- Italia '90 - Notti magiche, regia di Mario Morra (1990)
- Ferdinando, uomo d'amore, regia di Memè Perlini (1990)
- Atto di dolore, regia di Pasquale Squitieri (1990)
- Venerdì nero, regia di Aldo Lado (1993)
- Il macellaio, regia di Aurelio Grimaldi (1998)
- La lettera, regia di Luciano Mattia Cannito (2004)
- Guardiani delle nuvole, regia di Luciano Odorisio (2004)
- L'anno mille, regia di Diego Febbraro (2008)
- Il volo, regia di Wim Wenders - cortometraggio (2010)

### Televisione
- Vacanze romane 2 (Roman Holiday), regia di Noel Nosseck (1987)
- L'ombra della spia, regia di Alessandro Cane (1988)
- Pronto soccorso, regia di Francesco Massaro (1990)
- Voglia di vivere, regia di Lodovico Gasparini (1990)
- Safari, regia di Roger Vadim (1991)
- Fantaghirò, regia di Lamberto Bava (1991)
- Una storia italiana, regia di Stefano Reali (1992)
- Pronto soccorso 2, regia di Francesco Massaro (1992)
- Due volte vent'anni, regia di Livia Giampalmo (1993)
- Fantaghirò 3, regia di Lamberto Bava (1993)
- Desideria e l'anello del drago, regia di Lamberto Bava (1994)
- Fantaghirò 4, regia di Lamberto Bava (1994)
- La meravigliosa storia di Fantaghirò, regia di Lamberto Bava (1995)
- Fantaghirò 5, regia di Lamberto Bava (1996)
- La quindicesima epistola, regia di José María Sánchez (1998)
- L'elefante bianco, regia di Gianfranco Albano (1998)
- Avvocati, regia di Giorgio Ferrara (1998)
- Il tesoro di Damasco, regia di José María Sánchez (1998)
- Un nuovo giorno, regia di Aurelio Grimaldi (1999)
- Fine secolo, regia di Gianni Lepre (1999)
- Valeria medico legale, regia di Gianfrancesco Lazotti (2000)
- L'impero, regia di Lamberto Bava (2001)
- Qualcuno da amare, regia di Giuliana Gamba (2000)